# Куб 2: Гиперкуб
«Куб 2: Гиперку́б» (англ. Cube 2: Hypercube, на англоязычном постере стилизован, как Cube2: Hypercube) — канадский научно-фантастический триллер 2002 года, являющийся дебютным полнометражным фильмом американского оператора Анджея Секулы. Продолжение фильма «Куб» (1997).
Цветные комнаты в индустриальном стиле из первого фильма заменили в «Куб 2» на высокотехнологичные, ярко освещённые камеры. Вместо промышленных ловушек, таких как огнемёт и шипы, комнаты управляют иллюзиями, временем, пространством и реальностью.
Критики восприняли фильм смешанно. Рецензенты раскритиковали компьютерную графику, сценарий и постановку, но высоко оценили эволюцию по сравнению с первым фильмом, игру актёров, динамичность и напряжённость.

## Сюжет
Восемь незнакомых людей просыпаются в комнатах, имеющих форму куба с дверьми на каждой из шести сторон, которые ведут в такие же кубические комнаты. Позже одна из женщин, математик на пенсии, предполагает, что они находятся внутри четырёхмерного гиперкуба — тессеракта. При этом комнаты с помощью «квантовой телепортации» постоянно перемещаются. В гиперкубе пересекаются параллельные миры, время в некоторых комнатах течёт по-разному, гравитация имеет различную направленность, многие комнаты содержат смертельные ловушки.
Сюжетно картина во многом повторяет историю первой части — переход из комнаты в комнату с избеганием ловушек или их преодолением, стремление найти выход. Есть сходство в образах некоторых персонажей. Однако если в первом фильме о происхождении «Куба» герои картины высказывают лишь догадки, то в конце второй части показывают некую секретную организацию, создавшую столь сложную конструкцию ради каких-то экспериментов. Герои фильма гибнут не только от ловушек, но и от действий своих соседей.

## В ролях
| Актёр              | Роль                                                        |
| ------------------ | ----------------------------------------------------------- |
| Кэри Матчетт       | Кейт Филмор (психотерапевт и сотрудник компании)            |
| Джерент Вин Дэйвис | Саймон Грэйди (частный детектив)                            |
| Грэйс Линн Кунг    | Александра Траск (Саша) школьница и профессиональный хакер  |
| Мэттью Фергюсон    | Макс Райслер (хакер и разработчик компьютерных игр)         |
| Нил Кроун          | Джерри Уайтхолл (проектировщик дверей гиперкуба)            |
| Барбара Гордон     | Миссис Пэйли (математик)                                    |
| Линдси Коннелл     | Джулия (адвокат компании-разработчика гиперкуба)            |
| Эндрю Скорер       | доктор Фил Розенцвейг физик, специалист по квантовому хаосу |
| Брюс Грэй          | полковник Томас Х. Магуайер                                 |
| Грир Кент          | Бекки Янг юная сотрудница компании-разработчика гиперкуба   |

## Производство
Первоначальный сценарий, созданный Шоном Худом, впоследствии был переписан продюсером Эрни Барбарашем и имел иной сюжет, тему и персонажей, а также набор из более чем 70 постановочных иллюстраций, которые визуализировали совершенно другие ловушки, окружение, пространственные решения. Бюджет фильма был увеличен в четыре раза по сравнению с первой частью.

## Премьера
Премьера «Гиперкуба» состоялась 29 июля 2002 года на München Fantasy Filmfest, а 15 апреля 2003 года он был выпущен на DVD.

## Критика
Фильм получил смешанные оценки. Мнения кинокритиков, собранные на сайте-агрегаторе Rotten Tomatoes разделились, и фильм получил средний рейтинг 45 %.
Немецкий сайт cinema.de, посвящённый кинопродукции, оценил фильм на 4 балла из 5 возможных.